# ناحية مركز إدلب
ناحية مركز إدلب إحدى نواحي سوريا تتبع إداريّاً لمحافظة إدلب منطقة إدلب ومركزها مدينة إدلب، بلغ تعداد سكان الناحية 126,284 نسمة حسب التعداد السكاني لعام 2004.

## مدن وبلدات وقرى ناحية مركز إدلب
عقربات، عرشاني، عين شيب، فيلون، إدلب، كفروحين، الكريز، مرتين، المسطومة، النيرب، عرى الشمالية، قميناس، سيجر (بقسمتة)، تب عيسى (شرقية وغربية).